# 焦贛
焦延壽（?—?），字贛，一說名贛，字延壽。西汉梁国（治今河南商丘南）人。
家貧好學，得梁敬王之助。學成之後，為郡吏察舉，補小黃令。又专心读书，長於《易经》，自言得孟喜之學，後授给學生京房，汉代遂有京氏之学。撰《易林》十六卷。